# Cyrano de Bergerac (Rostand)
Pour les articles homonymes, voir Cyrano de Bergerac.
Cyrano de Bergerac est l'une des pièces les plus populaires du théâtre français, et la plus célèbre de son auteur, Edmond Rostand. Librement inspirée de la vie et de l'œuvre de l'écrivain libertin Savinien de Cyrano de Bergerac (1619-1655), elle est représentée pour la première fois le 28 décembre 1897, au Théâtre de la Porte-Saint-Martin, à Paris.
À une époque où le drame romantique a disparu au profit de dramaturges qui reprennent les recettes de la comédie dans le vaudeville (les Labiche et Feydeau sont toujours à l'affiche) ou de pionniers du théâtre moderne (Tchekhov, Ibsen, Strindberg), le succès en était si peu assuré qu'Edmond Rostand lui-même, redoutant un échec, se confondit en excuses auprès de l'acteur Coquelin, le jour de la générale. La pièce est pourtant un triomphe, et Rostand reçoit la Légion d'honneur quelques jours plus tard, le 1er janvier 1898.
Le succès de la pièce ne s'est jamais démenti, en France (où elle est la pièce la plus jouée) comme à l'étranger. Le personnage de Cyrano est devenu, dans la littérature française, un archétype humain au même titre que Hamlet ou Don Quichotte (auquel il tire son chapeau dans la pièce), au point que ses éléments biographiques inventés pour l'occasion occultent parfois ceux de son modèle historique.

## Genèse

### Contexte historique
La pièce est écrite entre 1896 et 1897. Politiquement, le contexte est plutôt à la morosité : la France est encore sous le coup de la défaite de 1870 et, quelques années plus tôt, l'affaire Schnæbelé a failli déclencher une guerre avec l'Empire allemand. La République sort à peine de l'épisode boulangiste qu'un officier « de confession israélite » est accusé de trahison et d'espionnage au profit de l'Allemagne : l'affaire Dreyfus débute. Elle déchire la société et les familles françaises. Les propos antisémites fusent tandis que le gouvernement veut protéger la réputation de l'armée. De nombreuses « affaires » éclaboussent les hommes politiques, notamment le scandale de Panama qui ruine 85 000 personnes. Les attentats anarchistes effraient les tenants du pouvoir. En 1892, l'anarchiste Ravachol est guillotiné. En décembre 1893, Auguste Vaillant lance une bombe dans l'hémicycle de la Chambre. Les députés votent les « Lois scélérates ». L'année suivante, un attentat anarchiste coûte la vie au président Sadi Carnot. L'auteur de l'attentat, un ouvrier boulanger de 21 ans nommé Caserio, est condamné à mort et exécuté.
Nombreux sont les analystes qui lient ce contexte à l'engouement du public, avide d'idéal, pour cette pièce,,,.
L'actualité théâtrale favorise les pièces de boulevard et les vaudevilles (Georges Courteline, Georges Feydeau). Le naturalisme et le réalisme sont à l'honneur avec la parution de pièces étrangères d'auteurs pionniers du théâtre moderne (Strindberg, Tchekhov, Ibsen). Drame historique écrit en vers, la pièce de Rostand se présente au public comme un regain du romantisme et fait dire à Francisque Sarcey dans Le Temps du 3 janvier 1898 : « Nous allons enfin pouvoir être débarrassés et des brouillards scandinaves et des études psychologiques trop minutieuses et des brutalités du drame réaliste. »

### Création et sources

Edmond Rostand âgé de trente ans

L'intérêt d'Edmond Rostand pour la période de Louis XIII date de ses études sous la direction de René Doumic. D'après sa femme, la poétesse Rosemonde Gérard, il est fasciné depuis longtemps par le personnage historique de Savinien de Cyrano de Bergerac, mais l'idée lui vient d'en faire un personnage de théâtre, lorsqu'il l'associe à un épisode de sa propre vie où, pour aider un ami à séduire une jeune femme snob, il l'aide à trouver les phrases susceptibles de produire l'effet voulu,,. Il connaissait parfaitement l'œuvre de Cyrano et avait lu les biographies le concernant, mais il sut s'en détacher pour créer un personnage héroïque et consensuel. La difformité du personnage lui est inspirée d'une part par Les Grotesques, une œuvre de Théophile Gautier qui, fasciné par la grosseur du nez de Cyrano observée sur une gravure, contribua à créer cette légende, d'autre part par un maître d'étude, surnommé Pif-Luisant, auquel il consacre d'ailleurs le poème VIII des Musardises,.
Edmond Rostand a vingt-neuf ans lorsque, entre plusieurs crises de dépression, il entreprend l'écriture de sa pièce. Il en présente les grandes lignes à l'acteur alors en vogue Constant Coquelin, qui, enthousiasmé, participe à la création de l'œuvre et encourage l'auteur à créer un personnage à sa mesure. L'administrateur de la Comédie-Française, auquel ils proposent tout d'abord la pièce, est intéressé mais prévoit deux à trois ans d'attente. Rostand ne souhaitant pas patienter aussi longtemps, Coquelin aide à trouver un commanditaire pour louer la salle de la Porte-Saint-Martin, ; son épouse, Rosemonde Gérard, apporte également un soutien financier en contribuant à hauteur de deux cent mille francs-or, qu'elle prend dans sa dot. Edmond Rostand porte un soin particulier à la mise en scène comme en témoignent les nombreuses didascalies et prend une part active à sa réalisation.

### Accueil
La pièce cumule de nombreuses caractéristiques apparemment rédhibitoires pour l'époque : héros inconnu, pièce en vers (alors que la prose est prépondérante), très longue (cinq actes, plutôt que les trois à la mode), profusion de figurants... Jusqu'à la dernière répétition, l'auteur et les comédiens doutent d'un quelconque succès. Rostand s'excuse juste avant la répétition « des couturières », auprès de Coquelin pour l'avoir « entraîné dans cette désastreuse aventure ». La pièce n'est prévue que pour une semaine.
La « générale » a lieu donc le 27 décembre 1897 dans une grande inquiétude, mais elle fait un triomphe. Le succès est confirmé lors de la première représentation : le premier acte compte déjà neuf rappels, auquel assiste directement Rostand, grimé en mousquetaire parmi les figurants ; le public acclamant et réclamant l'auteur dès la fin de l'acte III. Malgré ses vingt-sept ans d'aînesse, l'écrivain Catulle Mendès, qui admire Rostand depuis Les Romanesques, lui renouvelle dans les coulisses l'hommage que Rotrou avait adressé à Corneille à la première du Cid, l'appelant « mon maître » ou « mon père ». La fin de la pièce est, elle, saluée par vingt minutes ininterrompues d'applaudissements. Alors qu'elle joue elle-même dans Les Mauvais Bergers, d'Octave Mirbeau, au tout proche Théâtre de la Renaissance, Sarah Bernhardt précipite la fin de sa pièce pour pouvoir assister à l'acte V, son fils l'ayant tenue au courant du reste de la pièce entre les actes ; elle se rue dans les coulisses pour féliciter Rostand et Coquelin à la fin de la représentation.
La critique se déchaîne soit pour l'encenser (tels Henry Bauër, Francisque Sarcey, Émile Faguet ou Henry Fouquier, Jules Lemaître...), soit pour l'éreinter (Ferdinand Hérold, René Doumic en 1900), mais le public est lui aussi au rendez-vous ; la reconnaissance officielle est également de la partie. À la première, entre les actes IV et V, le ministre de l'Instruction Publique et des Beaux Arts, Alfred Rambaud, épingle sa propre Légion d'honneur sur la poitrine de l'auteur en expliquant : « Je me permets de prendre un peu d'avance ». Le 1er janvier 1898, Rostand est fait officiellement chevalier de l'ordre ; le 6, le président de la République Félix Faure accompagné de sa famille assiste à la pièce. Un an après la création de son second succès, le drame L'Aiglon qu'il met en scène pour Sarah Bernhardt en 1900, Edmond Rostand est élu à l'Académie française.

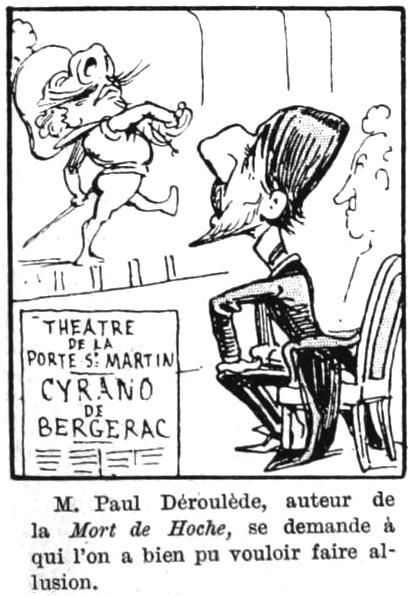
Le caricaturiste Moloch montre l'auteur et militant politique Paul Déroulède, auquel le profil nasal de Cyrano rappelle quelqu'un (1898).

La pièce est jouée quatre cents fois de décembre 1897 à mars 1899 et atteint la millième en 1913. Pour la seule année 1898, la pièce rapporte une recette de 2 286 000 francs (ce qui correspond à environ 9 081 000 euros de 2019), un chiffre d’affaires jamais atteint par un théâtre. Elle est reprise en province, comme à Marseille dès le mois de mars. 150 000 exemplaires du texte sont rapidement vendus en France ; à la fin février, on en est déjà à la cinquième édition, et la pièce est traduite en anglais, en italien, en allemand et en néerlandais très rapidement, et bientôt dans presque toutes les langues. Son engouement atteint les États-Unis, au point que l'acteur Richard Mansfield ferme son théâtre (le Garden Theatre (en)) le temps de traverser l'Atlantique pour voir Coquelin jouer ; il achète les droits pour les États-Unis, et joue la pièce en anglais près de quatre cents fois ; en 1900, Coquelin fait le voyage inverse et assiste à la première en français de Cyrano dans le théâtre de Mansfield ; la même année, la pièce est également jouée à Londres pour la première fois. Ce succès crée une mode également dans les boutiques : les vins, fromages, savons et bonbons Cyrano sont à la mode, tout comme la représentation du nez.
La pièce devient aux États-Unis une comédie musicale (1899), ainsi qu'un opéra ; plusieurs films de différentes nationalités sont tournés à partir de 1900 (dont deux muets) puis en comédie lyrique avec Henri Cain en 1936. La pièce est présentée à la radio en 1938, année où elle est introduite à la Comédie-Française ; en 1983, elle atteint sa 4000e représentation à Paris. Roland Petit et Zizi Jeanmaire en font un ballet en 1959, et elle est adaptée en 1960 à la télévision. Eino Tamberg en 1974 et Paul Danblon en 1980 reprennent la comédie lyrique. La ferveur de l'accueil ne se dément jamais, tout comme la division des critiques (Jehan-Rictus en 1903, André Gide en 1907, Léon Daudet en 1938, Kléber Haedens en 1949 continuent à malmener la pièce et son auteur).

## La pièce

### Présentation

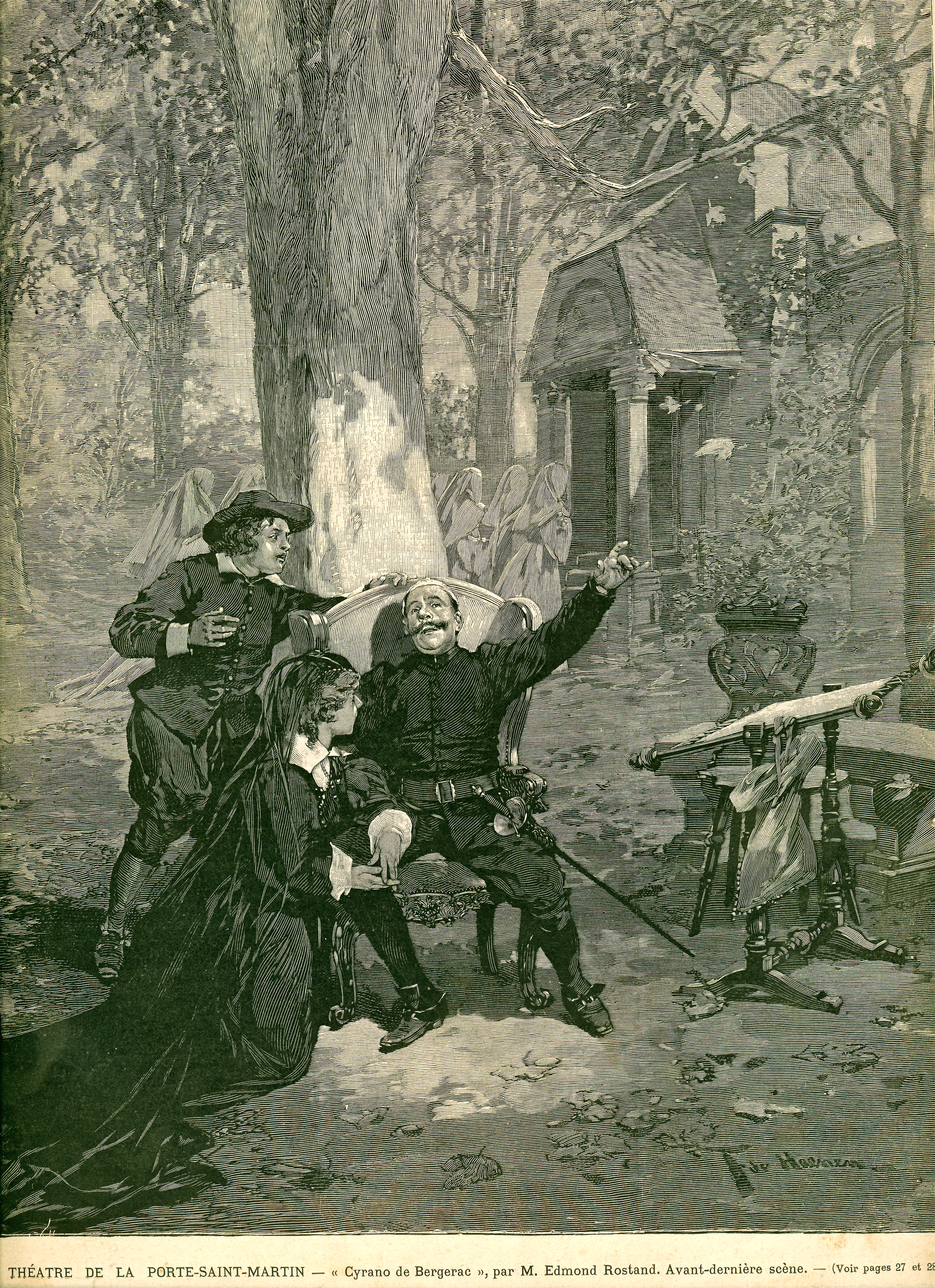
Création de la pièce, avant-dernière scène, vue par L'Illustration du 8 janvier 1898.

Cyrano de Bergerac est une pièce en 5 actes écrite en vers, et presque entièrement en alexandrins. Edmond Rostand la qualifie de comédie héroïque mais les analystes y reconnaissent de nombreuses influences dont la principale est le théâtre romantique ou néo-romantique.
De la comédie héroïque, la pièce reprend le sens de l'épique et la description d'un héros dont la vie s'organise autour de l'amour et de l'honneur. Maurice Rostand y voit une œuvre qui exalte les valeurs de l'héroïsme et qui donne à tous le « courage d'être des héros ». D'autres auteurs lui reprochent un esprit cocardier.
Du romantisme, elle possède les caractéristiques du mélange des genres et des registres: on y côtoie la farce et ses coups de pied, les scènes d'amour et le pathétique. La langue alterne entre le registre noble et le registre familier. L'alexandrin se développe sous sa forme classique dans la Tirade du nez, dans celle des Non merci ou dans des répliques où le vers se désintègre. On passe brutalement de la scène intimiste (duo de l'acte II scène 6, trio de l'acte III scène 7, le couvent…) aux grandes réunions collectives (l'hôtel de Bourgogne, la rôtisserie de Ragueneau, le siège d'Arras).
De la tragédie classique, la pièce conserve son découpage en 5 actes et un style qui rappelle parfois Corneille mais elle s'en démarque par son refus des règles classiques : il n'existe ni unité de lieu, ni unité de temps. L'unité d'action est toutefois respectée. Quant à la bienséance, elle est bafouée par la présentation d'un duel et la mort de Cyrano sur scène.
Jean-Louis Cloët y voit un manifeste de la néo-préciosité en remarquant que le refus des choses vulgaires et l'amour pur y triomphent (en effet, dans la pièce, Cyrano, Roxane et Christian demeurent vierges) alors que C. Flicker voit dans la préciosité de la pièce seulement une étape à dépasser.
Patrick Besnier y décèle aussi un apologue sur la nourriture. Celle-ci rythme en effet les différents actes, de la rôtisserie des poètes de l'acte II aux ventres affamés du siège d'Arras de l'acte IV, Cyrano se singularisant par son abstinence (dîner de l'acte I, scène 5, miettes du festin d'amour de l'acte III scène 10, jeu sur gras et maigre de l'acte V…).
Jean Rostand affirme que son père voyait dans la pièce une symphonie et Jean-François Gautier confirme y déceler « cinq mouvements musicaux avec chacun son caractère, son thème, son rythme. » Catherine Steinegger montre l'importance jouée par la musique dans la pièce (cornemuse de Montfleury, fifre de Bertrandou, théorbes de d'Assoucy, orgue de couvent).
La pièce est difficile à monter : elle fait intervenir une cinquantaine de personnages, elle est longue, le rôle-titre est particulièrement imposant (plus de 1 600 vers en alexandrins, sur les 2 600 que compte la pièce au total), les décors (que Rostand dessine lui-même, comme les costumes) sont très différents d'un acte à l'autre et la pièce comporte une scène de bataille. 

### Liste des personnages
- Cyrano de Bergerac
- Roxane (Magdeleine Robin), cousine de Cyrano
- Christian de Neuvillette
- le comte de Guiche
- Le Bret
- le capitaine Carbon de Castel-Jaloux
- les cadets
- Lignière
- De Valvert
- un marquis
- deuxième marquis
- troisième marquis
- Montfleury
- Bellerose
- Jodelet
- Cuigy
- Brissaille
- un fâcheux
- un mousquetaire
- D'Artagnan
- un autre
- Ragueneau
- un officier espagnol
- un chevau-léger
- le portier
- un bourgeois
- son fils
- un tire-laine
- un spectateur
- un garde
- Bertrandou le Fifre
- le capucin
- deux musiciens
- les pages
- les poètes
- les pâtissiers
- Sœur Marthe
- Lise
- la distributrice des douces liqueurs
- Mère Marguerite de Jésus
- la duègne
- Sœur Claire
- une comédienne
- la soubrette
- la bouquetière
- un espagnol
- une dame
- une précieuse
- une sœur
- une foule constituée de tous ces types de personnages[58]

### Argument

#### Acte I
La scène se déroule en 1640 dans l’hôtel de Bourgogne, où un public nombreux et varié composé de bourgeois, de soldats, de voleurs et de petits marquis, va assister à une représentation de La Clorise, une pastorale de Balthazar Baro. On découvre Roxane, une jeune femme belle et distinguée, Christian de Neuvillette, un jeune noble qui l’aime en secret et le comte de Guiche, qui cherche à faire de Roxane sa maîtresse et veut la marier au vicomte de Valvert, ce à quoi la jeune femme ne souscrit pas. C’est alors qu’intervient Cyrano de Bergerac, le cousin de Roxane, au moment où Montfleury, l’un des acteurs, déclame sa première tirade. Cyrano interrompt la représentation et le chasse pour des raisons personnelles. Le vicomte intervient et provoque Cyrano, qui réplique par une brillante tirade à l’honneur de son propre nez. Tout en rimant, il sort son épée et bat en duel le vicomte, que ses amis évacuent blessé, tandis que l'assemblée acclame le vainqueur. Le calme revient. Cyrano, qui est secrètement amoureux de sa cousine Roxane mais que son physique disgracieux (du fait de la taille de son nez) empêche de se déclarer, apprend que celle-ci lui fixe un rendez-vous le lendemain. Transporté, il raccompagne son ami Lignière pour le protéger d'une embuscade de cent hommes envoyés par le comte de Guiche qui désirait se venger d'une méchante chanson que le poète avait faite sur lui.

#### Acte II
Cyrano, fébrile, attend Roxane chez son ami restaurateur et poète Ragueneau, en lui écrivant une lettre, et sans prêter attention aux interrogations et insinuations de la cantonade sur l'exploit de la nuit passée à la porte de Nesles : cent hommes défaits par un seul !
À son arrivée, Roxane évoque leur enfance commune, puis révèle peu à peu à Cyrano qu’elle est amoureuse. Celui-ci, paralysé pour une fois par l'émotion, ne sait que répondre tandis qu’elle avoue son amour envers le baron Christian de Neuvillette, qui vient d’être engagé dans la compagnie de Cyrano. Roxane, qui ne connaît pas les sentiments de Cyrano pour elle, souhaite juste lui demander de servir de parrain au jeune baron. Cyrano — effondré, mais n'en montrant rien — accepte.
Avant de quitter Cyrano, Roxane évoque son admiration pour le courage dont il a fait preuve face aux cent hommes. Il se contente d'un sobre et triste « Oh, j'ai fait mieux depuis ! » Roxane le quitte sans s'interroger sur cette remarque.
Après le départ de Roxane, le comte de Guiche vient complimenter Cyrano sur ses exploits à l'hôtel de Bourgogne et à la porte de Nesle, et lui offre la protection du maréchal de Gassion ainsi que la sienne. Cyrano refuse, préférant la liberté, et provoque de Guiche, faisant de lui son ennemi. S'ensuit la célèbre tirade des « Non merci ».
Christian cherche à braver Cyrano pour s'imposer dans la compagnie des Cadets ; celui-ci, fidèle à sa promesse, ne réplique pas et le jeune homme acquiert même son estime par ce courage. Christian lui parle alors de Roxane, qu'il se désespère de conquérir : elle est précieuse, tandis que lui ne sait parler d’amour. Cyrano, faisant contre mauvaise fortune bon cœur, propose de l'aider à conquérir Roxane et lui donne, pour elle, la déclaration d'amour qu'il vient de rédiger, non signée. Christian l'accepte, sans se douter qu'elle était précisément destinée à Roxane.

#### Acte III
Le comte de Guiche rend visite à Roxane, qu'il cherche à séduire. Comme il lui annonce que le régiment de Cyrano — dans lequel sert Christian — va partir à la guerre, Roxane, qui veut protéger Christian, convainc le comte de les laisser se morfondre à Paris sous prétexte que ce serait là la meilleure façon de se venger de Cyrano. Peu après, malgré les conseils de Cyrano, Christian rencontre Roxane, mais s'avère incapable de lui parler d'amour. La jeune précieuse le quitte, déçue. Cyrano aide Christian à rattraper cet échec. Caché dans l’ombre sous le balcon de Roxane, il souffle à Christian ses mots, puis prend sa place et déclare à Roxane son amour, la laissant totalement charmée par un si bel esprit qu’elle pense être celui de Christian. À peine ont-ils le temps d'échanger un baiser, que Roxane et Christian sont interrompus par un capucin, qui remet à la jeune femme une lettre du comte de Guiche lui annonçant qu'il va la rejoindre cette nuit même.
Roxane demande alors au capucin de célébrer sur le champ son mariage avec Christian. Pendant ce temps, Cyrano retarde de Guiche en se faisant passer pour un homme tombé de la lune. Arrivé à l'hôtel de Roxane, le comte la découvre mariée. Constatant qu’il a été abusé, il envoie aussitôt Christian et Cyrano combattre au siège d’Arras.

#### Acte IV
Assiégeant les Espagnols à Arras, la compagnie que dirige de Guiche est bloquée par leurs ennemis, et les soldats, affamés, commencent à se décourager. Quant à Cyrano, il franchit tous les jours les lignes espagnoles, au péril de sa vie, pour faire parvenir à Roxane des lettres qu'il écrit et signe au nom de Christian.
Touchée par ces lettres, Roxane parvient, grâce à la complicité de Ragueneau, à se rendre au siège d’Arras avec un carrosse rempli de victuailles. Elle veut prouver à Christian son amour et lui dit que c’est la « sincérité » et la « puissance » des lettres qu'elle recevait qui l'ont fait venir ici. Le jeune homme comprend alors que Cyrano est lui aussi amoureux de Roxane et que c'est de lui que la resplendissante jeune femme est amoureuse sans le savoir. Il enjoint à Cyrano de révéler la vérité à Roxane, mais les Espagnols attaquent le camp et le jeune homme court au combat. Tué dans la bataille, il lui laisse une dernière lettre d’adieu et d'amour écrite par Cyrano. Celui-ci décide de garder le secret de son amour. De Guiche s'enfuit avec Roxane à la demande de Cyrano, lequel se lance à corps perdu dans le combat.

#### Acte V
Quinze ans plus tard, Roxane, toujours amoureuse de Christian, s'est retirée dans un couvent parisien où Cyrano lui rend visite tous les samedis. Ce jour-là, Cyrano est tombé dans une embuscade et arrive au couvent mortellement blessé à la tête. Mourant, il ne dit pourtant rien à Roxane. Comme elle évoque la dernière lettre de Christian, qu'elle porte constamment sur elle, il demande à la voir et la lit à voix haute. Son ton trouble Roxane, qui reconnaît la voix qu'elle avait entendue sur son balcon ; elle s'aperçoit que Cyrano lit la lettre alors que la nuit est tombée, ce qui signifie qu'il la connaît par cœur. Elle comprend alors « toute la généreuse imposture ». Cyrano demande à Roxane de pleurer sa mort au même titre que celle de Christian. Divaguant, il veut mourir debout et attend la camarde, l'épée à la main, en pourfendant vainement les « Sottises », « Préjugés », « Lâchetés » et « Compromis ». Il meurt en emportant avec lui son « panache ».

### Lieux et périodes
Cyrano de Bergerac est une pièce de théâtre qui se déroule en plusieurs endroits. Tout d’abord à l’hôtel de Bourgogne, un lieu où sont représentées un grand nombre de pièces de théâtre vers le XVIIe siècle. Puis dans la boutique de Ragueneau, la rôtisserie des poètes, où le rôtisseur-pâtissier Ragueneau dirige les travaux de ses cuisiniers tout en écrivant des vers. Ensuite devant le balcon de Roxane où Cyrano et Christian parlent d’amour à celle-ci. Après, dans le camp d’Arras où le régiment de Cyrano assiège la ville. Enfin, le parc du couvent parisien des Dames de la Croix où Roxane s’est retirée. Il semble que tous ces endroits se situent à Paris, excepté le camp d’Arras qui se situe dans le nord de la France.
La première partie (les quatre premiers actes) s’étend entre le 3 juin et le 9 août 1640, laps de temps durant lequel se déroula le siège d’Arras auquel participe Cyrano de Bergerac dans ce récit et auquel le véritable Cyrano de Bergerac, dont Rostand s'est inspiré, participa également. La seconde partie a lieu « 15 ans après le siège d’Arras, en 1655 » dans un cinquième acte qui marque la fin de la pièce avec la mort de Cyrano.

## Personnages

### Cyrano

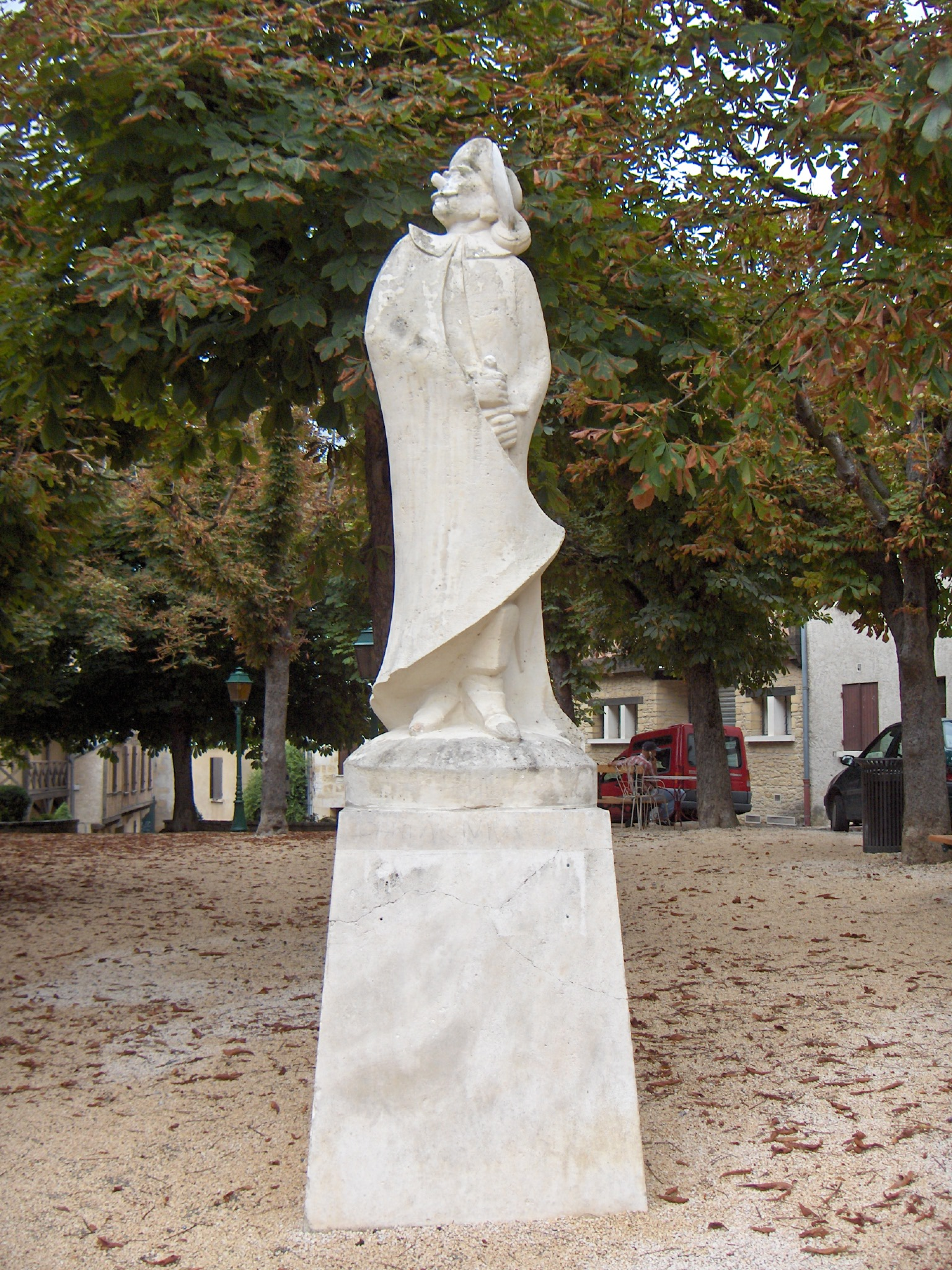
Statue de Cyrano de Bergerac, place de la Myrpe à Bergerac (Dordogne).

La pièce est centrée sur Cyrano. Sur les 2 600 vers qui la composent, plus de la moitié sont prononcés par lui. D'après Maurice Rostand, la personnalité de Constant Coquelin, à l'aise dans les longues tirades, mais moins dans les scènes d'amour, a grandement influé sur le développement du personnage. C'est aussi d'après sa performance que les metteurs en scène subséquents ont pris l'habitude de donner ce rôle à des acteurs d'âge mûr, alors qu'en 1640, le Cyrano historique n'avait que 21 ans.
Cette personnalité comporte de multiples facettes qui en font un personnage très complexe.

#### Commedia dell'arte
Cyrano, avec son chapeau, son masque, sa cape et son épée, ses rodomontades, a tous les ingrédients qui peuvent faire de lui un héros de la commedia dell'arte. Magali Wiéner-Chevalier signale que Cyrano, dans la scène du duel, se réfère au personnage de Scaramouche. Elle y voit des analogies avec Scapin ou le Capitan. Nombreux sont les critiques qui évoquent, à son sujet, ce personnage de Matamore, mais qui démontrent par ailleurs qu'il n'est pas que cela. Dans son livre, Cyrano à la recherche du nez perdu, Francis Huster s'interroge sur les moyens à mettre en œuvre pour ne pas limiter le personnage à cette seule facette.

#### Héros romantique
Par son mélange de pathétique et de sublime, Cyrano est considéré comme l'archétype du héros romantique tel que le décrit Victor Hugo dans la préface de Cromwell. Grotesque par sa disgrâce physique qui le range dans la catégorie des Quasimodo ou des Riquet à la houppe, il est sublime par son sens du dépassement, sa bravoure et son sens du sacrifice. Cyrano est l'homme des contrastes : il allie le courage physique (combat porte de Nesle, siège d'Arras) à la timidité (rendez-vous avec Roxane). Malgré ses victoires au combat, il est poursuivi par l'échec : c'est Christian qui récolte le baiser, fruit de la conquête de Cyrano, c'est Molière qui récolte la gloire avec la réplique : « Mais qu'allait-il faire dans cette galère ? » Edmond Rostand lui fait dire au sujet de son épitaphe : « Cyrano de Bergerac, qui fut tout et qui ne fut rien. » Pour Raymond Trousson, c'est toute la pièce qui est ainsi traversée par le thème de l'échec, et Jules Harazti note la sympathie qu'éprouve Rostand pour ces « ratés de l'amour et de la gloire ». Cyrano est aussi un assortiment de fanfaronnade et de pudeur sur ses souffrances, alternant l'énergie et la mélancolie.

#### Idéalisme
Le personnage est aussi attachant par sa soif d'idéal et son refus des compromis. Pour Sue Lloyd, chez le personnage d'Edmond Rostand, la poursuite d'un idéal est plus importante que son achèvement et la loyauté de Cyrano envers Christian serait autant due à son sens de l'honneur qu'à la préférence d'un amour spirituel à un amour charnel : inconsciemment, Cyrano préfèrerait l'idéal à la réalité. Trousson parle d'un personnage généreux, idéaliste, en lutte contre le vulgaire et rappelle la tirade « J'ai décidé d'être admirable en tout, pour tout ! » (Trousson 1997, p. 365). Il faut aussi citer Constant Coquelin, se proposant à Rostand pour devenir son « colporteur d'idéal ».

#### Le panache
Lors de la dernière scène, le rideau tombe sur ce dernier mot prononcé par Cyrano, « mon panache ». Ce mot est très fortement associé au personnage. Magali Wiéner-Chevalier le définit comme la capacité à être « vif, spirituel, poète même dans l'adversité ». Edmond Rostand lui-même développe ce thème lors de son discours d'entrée à l'Académie française et le décrit ainsi :

« Le panache n'est pas la grandeur mais quelque chose qui s'ajoute à la grandeur, et qui bouge au-dessus d'elle. C'est quelque chose de voltigeant, d'excessif — et d'un peu frisé […], le panache c'est l'esprit de bravoure. […] Plaisanter en face du danger c'est la suprême politesse, un délicat refus de se prendre au tragique ; le panache est alors la pudeur de l'héroïsme, comme un sourire par lequel on s'excuse d'être sublime […] »

Et c'est toujours Edmond Rostand qui conseille aux élèves du collège Stanislas, lors d'une représentation de Cyrano, d'avoir du panache.
Le panache n'est pas sans rappeler la figure d'Henri IV demandant lors des combats que l'on se rallie à son panache blanc, figure évoquée d'ailleurs par Cyrano reprochant au comte de Guiche sa lâcheté.

#### Le verbe
Cyrano prononce environ 1 600 vers dans la pièce. Tour à tour chroniqueur (la gazette), pasticheur (la ballade du duel), séducteur (scène du balcon), captivant (le voyage sur la lune), envoûteur (la scène du fifre), Cyrano est, selon Patrick Besnier, un « homme-parole », qui transforme tout en mots et qui a besoin d'un auditoire pour exister (Roxane ou de Guiche). C. Flicker signale l'importance de l'escrime verbale dans toute la pièce : les duels se font autant par les mots que par l'épée. Mais elle signale aussi le drame de Cyrano : son incapacité à livrer son âme autrement que par écrit. Elle parle de « tragédie de la parole impossible ».

#### Héros faustien
Le pacte passé entre Christian et Cyrano qui les lie jusqu'à leur mort évoque Faust. À Christian, Cyrano offre son esprit, tandis que Christian donne sa beauté aux paroles de Cyrano. Tous les deux y perdent leur âme. Le pacte ne peut être rompu : Christian s'y essaie en vain au début de l'acte III. Même la disparition de Christian à la fin de l'acte IV ne libère pas Cyrano et il faut attendre la mort du héros pour que les deux personnages soient réunis dans l'amour de Roxane.

#### Homosexualité
Le fait que le personnage historique, Savinien de Cyrano de Bergerac, aurait été homosexuel, et les rapports ambigus qu'entretiennent les trois personnages, permettent d'imaginer que le personnage de Cyrano éprouve des sentiments amoureux pour Christian. Jérôme Savary évoque cette éventualité parmi d'autres. Jean-François Gautier signale que l'on trouve de tout dans les interprétations dont celle de la psychanalyse de l'homosexualité. Cette question est aussi soulevée par Patrick Besnier.

#### Lien avec le personnage historique
Edmond Rostand s'est largement inspiré du personnage de Savinien de Cyrano de Bergerac tout en prenant quelques libertés avec son modèle,. Il le fait Gascon, originaire de Bergerac, alors que Savinien de Cyrano est originaire de la région parisienne, Bergerac étant le nom d'une résidence familiale dans la vallée de Chevreuse.
Il en fait un amoureux transi de sa cousine « Roxane », effectivement réellement prénommée Madeleine. Elle a bien épousé Christophe de Champagne, baron de Neuvillette mais cette intrigue amoureuse entre cousins est improbable, compte tenu de l'attirance de Savinien de Cyrano pour la gent masculine. Aucun document ne confirme d'un autre côté une quelconque amitié entre le baron de Neuvillette, qui était chevau-léger et non fantassin, et Savinien de Cyrano. Rostand décrit Cyrano de Bergerac comme un enfant unique mal aimé de sa mère alors que Savinien de Cyrano possède une sœur et que rien ne prouve l'aversion de sa mère. 
Sur sa disgrâce physique, Rostand s'appuie sur la description qu'en fait Théophile Gautier dans Les Grotesques  et le fait que Savinien de Cyrano souffrit de la disgrâce de son appendice est souvent signalé.
Son amitié avec Le Bret, sa haine de Montfleury sont bien documentées. Il en est de même de sa participation, en tant que cadet (mais non de Gascogne) au siège d'Arras, dans la compagnie de Mr de Carbon de Casteljaloux (régiment des Gardes françaises), où meurt effectivement le baron de Neuvillette ; sa mort à la suite d'un coup à la tête est également avérée. La scène 13 de l'acte III où Cyrano de Bergerac inventorie six moyens de voler jusqu'à la Lune est une allusion directe aux œuvres de Savinien de Cyrano États et empires de la Lune et États et empires du Soleil. Savinien de Cyrano est bien l'auteur des pièces La Mort d'Agrippine et Le Pédant joué, cette dernière en partie plagiée par Molière.
Ces libertés qui s'éloignent de la vie réelle du personnage historique sont parfois devenues indissociables de son histoire, au point que deux statues du personnage ont été érigées sur des places de Bergerac, en Dordogne.

### Magdeleine Robin dite Roxane
Elle est décrite comme belle et précieuse, admiratrice d'Honoré d'Urfé et lectrice de la Carte de Tendre. Pour créer son personnage, Edmond Rostand s'est inspiré de deux femmes du XVIIe siècle : Madeleine Robineau, cousine de Savinien de Cyrano de Bergerac, épouse de Christophe de Champagne, baron de Neuvillette, qui, devenue veuve après le siège d'Arras, se fit dévote et chercha à faire revenir son cousin libertin au sein de l'Église, et Marie Robineau, précieuse, amie de Madeleine de Scudéry, connue sous le nom de Roxane.
Si Patrick Besnier ne voit en elle qu'un personnage inconsistant, inaccessible, dont l'unique rôle serait d'écouter, d'autres lui reconnaissent de l'épaisseur (Trousson 1997, p. 366),. Loin du personnage idéalisé par Cyrano (la plus belle de toutes, tenant le rôle de cousine, complice d'enfance, mère de substitution), Roxane se présente comme une personnalité tranchée capable d'évolution. Au début de la pièce, elle se révèle précieuse, frivole, égoïste, capricieuse comme dans la scène 6 de l'acte II, elle peut se révéler manipulatrice comme dans la scène 2 de l'acte III, elle maîtrise parfaitement le beau langage et manie avec aisance la métaphore, mais elle s'enferme dans les apparences : elle aime Christian parce qu'il est beau et lui imagine de l'esprit pour se donner le droit de l'aimer. Les paroles de Cyrano vont la faire naître à l'amour véritable. Elles vont lui faire découvrir la sensualité (Trousson 1997, p. 366). Elles vont la rendre courageuse (Trousson 1997, p. 370) et vont lui révéler qu'elle aimerait Christian même laid. Elle reste fidèle à cet amour même après la mort de Christian, et se retire du monde, telle la princesse de Clèves (Trousson 1997, p. 366).
Si le rôle est créé par Maria Legault, c'est la femme de l'auteur, Rosemonde Gérard, qui la remplace durant la répétition des « couturières », Legault étant absente pour cause de maladie. La « générale » voit Legault sur scène, les rumeurs du futur succès ayant pu jouer sur sa guérison.

### Christian
Le baron de Neuvillette a réellement existé et a bien épousé une cousine de Cyrano, mais le personnage réel se prénommait Christophe. Edmond Rostand le décrit comme beau et courageux. Il se dit sot, mais est capable d'esprit dans sa joute verbale contre Cyrano (Acte II, scène 9). Au départ superficiel (il est capable de bâtir une relation amoureuse sur une imposture), le personnage mûrit (Trousson 1997, p. 365) et évolue vers davantage d'authenticité. Il cherche à se libérer du pacte conclu avec Cyrano (acte III scène 4) et, lorsqu'il découvre l'amour qu'éprouve Cyrano pour Roxane, il s'efface généreusement en allant à la mort.

### Le comte de Guiche
Le comte Antoine III de Gramont, comte de Guiche, futur duc de Gramont et maréchal de France, était un personnage influent à l'époque de Savinien de Cyrano de Bergerac.
Dans la pièce, c'est un personnage puissant et ambitieux. Il utilise sa puissance pour parvenir à ses fins, obtenir la femme qu'il désire (Roxane) ou se venger de ceux qui lui tiennent tête : vengeance contre Lignière (acte I), contre Christian qu'il envoie au combat (fin de l'acte III), contre Cyrano et les cadets après l'épisode de l'écharpe (acte IV, scène 4). Philippe Bisson y voit un « double négatif » de Cyrano. Il est cependant capable de courage et même de panache (« je vais me battre à jeun » acte IV, scène 7), et rachète ses manigances précédentes par sa conduite au siège (Trousson 1997, p. 365).
On le retrouve, à la fin de la pièce (acte V, scène 2), après un retour sur lui-même et un examen de conscience (Trousson 1997, p. 366). Fidèle, lui non plus n'a pas cessé d'aimer Roxane, mais se montre désormais clément envers ses anciens rivaux, louant à demi-mot Christian et tentant de prévenir l'attentat contre Cyrano. Il louera finalement amplement Cyrano pour avoir vécu « sans pactes, libre dans sa pensée autant que dans ses actes », et avoue qu'il « lui serrerait bien volontiers la main ».

### Personnages historiques
Outre le comte de Guiche, de nombreux personnages représentent des personnalités de leur époque.

#### Les académiciens
Lors de la représentation (acte I scène 2), le personnage du bourgeois cite à son fils les noms des académiciens (1re génération) qui assistent à la pièce de Baro (Balthazar Baro). L'ironie de Rostand, qui travestit les noms des immortels, est palpable : « Tous ces noms dont pas un ne mourra, que c’est beau ! »
- Boudu : s'agit-il de Baudoin ou de Bautru ?
- Boissat : Pierre de Boissat
- Cureau de La Chambre : Marin Cureau de La Chambre
- Porchères : Honorat de Porchères Laugier
- Colomby : François de Cauvigny de Colomby
- Bourzeys : Amable de Bourzeis
- Bourdon : il s'agit sans doute de Nicolas Bourbon
- Arbaud : François d'Arbaud de Porchères[113]

#### Les précieuses
Lors de la représentation au théâtre (acte I scène 2) puis lors de la lecture de la Carte de Tendre (acte III), les précieuses sont présentes, et cachent leurs hauts patronymes derrière leurs surnoms. Ceux-ci ont été notés par Antoine Baudeau de Somaize dans son Dictionnaire des Précieuses (1661).
- Almazie : La présidente Aubry, Françoise de Villandry
- de Guéméné : Anne de Rohan-Guéméné ?
- de Bois-Dauphin : Madeleine de Souvré, marquise de Sablé et femme de Philippe Emmanuel de Laval-Bois-Dauphin ?
- Hespérie : Madame de Chavigny, femme du Surintendant des finances Claude Bouthillier de Chavigny, citée par Desmarets de Saint-Sorlin dans Les Visionnaires
- Barthénoïde : la marquise de Boudreno
- Urimédonte : Mademoiselle Vaugeron
- Cassandace : Madame de Chalais, Charlotte de Castille
- Félixérie : Mademoiselle Ferrand
- Clomire : mademoiselle Clission
- Lygdamir : la duchesse de Longueville, Anne-Geneviève de Bourbon-Condé
- Grémione : Madame de la Grenouillère[114]

#### Poète et acteurs
Sur scène (Acte I scène 3 et 4) et dans le théâtre, on retrouve :
- Montfleury
- Jodelet
- Bellerose : patron de la troupe de l'hôtel de Bourgogne
- Lignière : François Payot de Lignières, poète contemporain, ami de Cyrano. Rostand a néanmoins commis un léger anachronisme. Si le véritable Lignière était bien un pamphlétaire ivrogne et un ami de Cyrano, qui l'a effectivement défendu contre ses ennemis, il est né en 1628 ou 1626. Cela veut dire qu'il aurait eu 14 ans, voire 12 ans, au moment de l'acte premier de la pièce, un âge un peu jeune pour être déjà un pamphlétaire connu, et surtout ivrogne !

#### Autres
- Théophraste Renaudot (acte II scène 7)
- D'Artagnan (acte I, scène 4)
- Le Bret est un ami de Cyrano : Henry Le Bret

## Publications de la pièce
- Paris, Librairie Charpentier et Fasquelle, 1898, 225 p. Première édition du texte
- Paris, Bordas, 1988, 254 p. (Univers des lettres Bordas. Textes littéraires. Texte intégral).  (ISBN 2-04-016897-4). Avec une analyse de la pièce, des notes et questions par Pierre Lauxerois.
- Paris, Presses Pocket, 1989, 393 p. (Presses Pocket ; 6007. Lire et voir les classiques).  (ISBN 2-266-02927-4). Préf. et commentaires de Claude Aziza.

## Interprètes et acteurs du rôle de Cyrano
Coquelin aîné (création au théâtre en 1897) - Claude Dauphin (au cinéma en 1946) - Maurice Escande (au théâtre en 1949) - José Ferrer (au cinéma en 1950) - Pierre Dux (au théâtre en 1956) - Jean Piat (au théâtre en 1964) - Jean Marais (au théâtre en 1970) - Jacques Weber (au théâtre en 1983) - Jean-Paul Belmondo (au théâtre en 1989) - Gérard Depardieu (au cinéma en 1990) - Philippe Torreton (au théâtre en 2014) - Michel Vuillermoz (au théâtre en 2016) - Laurent Lafitte (au théâtre en 2024) - Arnaud Tsamere (au théâtre en 2024) - Édouard Baer (au théâtre en 2025)

## Adaptations

### Opéra
- Cyrano (Walter Damrosch, sur un livret de W.H. Henderson), Metropolitan Opera, New York, 1913 ;
- Cyrano de Bergerac (Franco Alfano, sur un livret d'Henri Cain d'après Edmond Rostand), comédie héroïque en 4 Actes (22 janvier 1936 Rom, Teatro Reale) ;
- Cyrano de Bergerac, op. 45 (Eino Tamberg, sur un livret de Jaan Kross d'après Edmond Rostand), en 3 Actes et un épilogue (1974) ;
- Cyrano de Bergerac (Paul Danblon), Festival de Liège, mai 1980 ;
- Cyrano de Bergerac, David DiChiera, créé à Detroit (Michigan) le 13 octobre 2007. Livret de Bernard Uzan.

### Cinéma et télévision
- Cyrano de Bergerac, film de Clément Maurice sorti en 1900
- Cyrano de Bergerac (Cirano de Bergerac), film d'Ernesto Maria Pasquali de 1909
- Cyrano de Bergerac, film de Jean Durand sorti en 1909
- Cyrano de Bergerac, réalisé par Augusto Genina, sorti en 1925, avec Pierre Magnier, Linda Moglia, Angelo Ferrari
- Cyrano de Bergerac (白野弁十郎, Shirano Benjūrō?), réalisé par Eiichi Koishi (ja), avec Ryūnosuke Tsukigata
- Cyrano de Bergerac, réalisé par Fernand Rivers, sorti en 1945, avec Claude Dauphin, Ellen Bernsen, Pierre Bertin
- Cyrano de Bergerac, réalisé par Michael Gordon, sorti en 1950, avec José Ferrer, Mala Powers, William Prince, Ralph Clanton
- Cyrano de Bergerac, réalisé par Claude Barma, sorti en 1960, avec Daniel Sorano, Françoise Christophe, Michel Le Royer, Jean Topart, Jean Deschamp, Michel Galabru, Philippe Noiret, Jacques Marin[115].
- Quand je deviendrai un géant réalisé en 1978 par Inna Toumanian. Ce film est une transposition de la pièce d'Edmond Rostand dans le milieu scolaire contemporain. Cyrano est un élève de 8e année et les autres rôles sont assurés par ses camarades.
- Cyrano de Bergerac réalisé en 1983 par Sergueï Sergueïevitch Evlakhichvili (ru) [116]
- Cyrano de Bergerac réalisé par Naoum Borissovitch Birman (ru) sorti en 1989.
- Cyrano de Bergerac, réalisé par Jean-Paul Rappeneau, sorti en 1990, avec Gérard Depardieu, Anne Brochet, Vincent Pérez, Jacques Weber.
- Edmond, film réalisé par Alexis Michalik, sorti en 2019 avec Thomas Solivéres et Olivier Gourmet en tant que Coquelin.
- Cyrano, film américano-britannique réalisé par Joe Wright, sorti en 2022 avec Peter Dinklage.

### Ballet
- Cyrano de Bergerac, ballet de Roland Petit, sur une musique de Marius Constant, Ballet de Paris (Alhambra), 1959.

### Pastiches
- Roxanne, film de 1987 avec Steve Martin

### Bandes dessinées
- Cyrano de Bergerac, scénario de Daniel Patte et illustrations de Didier Convard ; d'après Edmond Rostand. In Je Bouquine, octobre 1989, no 68, p. 67-83.
- Cyrano de Bergerac, Edmond Rostand ; [dessins par] Lionel Garcia, Michel Rodrigue, Jean-Claude Vruble ; présenté par Jacques Weber. Paris : Éd. Vents d'Ouest, 1986, 121 p.  (ISBN 2-86967-017-6)
- Cyrano de Bergerac, Edmond Rostand ; adaptation intégrale en bandes dessinées par Fanch Juteau, scénariste et dessinateur. Darnétal : Petit à petit, septembre 2007, 284 p.  (ISBN 978-2-84949-097-6). Édition annotée et commentée avec complément pédagogique.

### Albums jeunesse
- Cyrano[117], raconté par Taï-Marc Le Thanh, illustré par Rébecca Dautremer, Gautier-Languereau, 2005
- Le Nez de Cyrano, adapté par Géraldine Maincent, illustré par Thomas Baas, Flammarion Jeunesse, 2018  (ISBN 9-782081-396692)

## Autour de l'œuvre
- Cyrano de Bergerac était la pièce favorite de Charles de Gaulle qui, encore au lycée, écrivit un petit acte humoristique en vers, Une mauvaise rencontre, dont le style n'est pas sans rappeler Rostand (publié dans le recueil de ses œuvres complètes).
- Gérard Depardieu, qui découvrit la pièce lors du film de Jean-Paul Rappeneau, en fut emballé au point de déclarer qu'en lisant une telle pièce, on pouvait se sentir « fier d'être Français ».
  - Il y fait référence dans Astérix et Obélix : Mission Cléopâtre déclamant « C'est un pic, c'est un cap, que dis-je : c'est un cap ? C'est une péninsule ! » parlant en fait du nez du Sphinx. On peut noter également un clin d'œil identique dans l'autre film Astérix aux Jeux olympiques, avec la scène du balcon et sa célèbre tirade « … c'est… un point rose qu'on met sur l’i du verbe aimer » (un clin d'œil apparaît aussi dans l'album intitulé Le Cadeau de César).
- Le théâtre national Daniel-Sorano de Dakar fut ainsi nommé en hommage au vif succès de cet acteur dans une diffusion télévisée de la pièce au Sénégal.
- Dans son œuvre, Edmond Rostand affirme que le 26 septembre 1655 était un samedi. Or, c'était en réalité un dimanche.
- Au cinquième acte, Ragueneau mentionne la pièce Les Fourberies de Scapin. Mais il y a là un double anachronisme : nous sommes en 1655 ; or, Cyprien Ragueneau est mort en août 1654, et la pièce de Molière date de 1671.
- Le groupe The Police donne en 1978 le titre Roxanne à l'une de ses chansons, qui parle d'une prostituée. Dans l'hôtel où Sting était hébergé à Paris, il y avait une affiche de Cyrano de Bergerac, ce qui lui inspira ce nom[118].
- Dans leur série de bandes dessinées De cape et de crocs, les auteurs Ayroles et Masbou, « amateurs de théâtre, commedia dell'arte et de cape et d'épée » font des références régulières à Molière (L'Avare) et à Rostand (Cyrano de Bergerac). Ils vont jusqu’à figurer Cyrano en maître d’armes et poète retiré sur la Lune. Bien que leur personnage se défende d’être le célèbre Cyrano, il partage de nombreux traits avec celui de Rostand.
- Dans le spot publicitaire intitulé « Vive le Football Libre », Oxmo Puccino lit, en voix off, la ballade improvisée de Cyrano de Bergerac.
- En 2016, Alexis Michalik crée au Théâtre du Palais-Royal une pièce intitulée Edmond relatant de manière romancée la création de Cyrano de Bergerac. La pièce est un triomphe et est adaptée au cinéma ainsi qu'en bande dessinée.